# Resolució 110 del Consell de Seguretat de les Nacions Unides
La Resolució 110 del Consell de Seguretat de les Nacions Unides, aprovada el 16 de desembre de 1955, va afirmar que a la llum d'un article de la Carta de les Nacions Unides es va disposar que si no s'hagués celebrat una Conferència General dels Membres de les Nacions Unides amb la finalitat de revisar la Carta abans del 10è període de sessions anual de l'Assemblea General de les Nacions Unides es durà a terme tal conferència si així ho decideix un vot majoritari de l'Assemblea General i de qualsevol dels set membres del Consell de Seguretat. Havent considerat la Resolució 992 de l'Assemblea General de les Nacions Unides es va decidir que se celebrés una conferència per revisar la Carta.
La resolució va ser aprovada per nou vots a favor. La Unió Soviètica va votar en contra del text i França es va abstenir.